# Castell de Lladurs
El Castell de Lladurs és un castell situat dalt del Serrat del Castell al municipi de Lladurs (Solsonès), al costat de la primitiva Església de Sant Martí. Ocupa l'extrem sud-oriental del pla de Riard, en un tossal espadat, a la banda de llevant del terme municipal del mateix nom, a la riba dreta del riu Cardener. És un monument declarat bé cultural d'interès nacional

## Història
La primera notícia d'aquest castell es té de l'any 1000, quan el comte d'Urgell vengué unes vinyes situades «in chastro Llaturci». Per l'acta de consagració de Sant Sadurní de Tavèrnoles (Abadia benedictina situada al municipi de les Valls de Valira, Alt Urgell) de l'any 1040 sabem que era propietat del monestir junt amb les esglésies de Sant Martí i Sant Miquel.
Hi ha altres documents en els segles xi i xii on el castell hi apareix esmentat a l'hora d'afrontar terres. L'any 1314, en ser erigit el vescomtat de Cardona, figura com un dels castells dels quals tenia la senyoria la família Folc, senyoria que conservà fins a l'abolició del complex feudal el segle xix. Dins al vescomtat, més tard comtat i finalment ducat de Cardona, pertanyia a la batllia de Solsona.
L'any 1762 s'iniciava una capbrevació o elaboració d'un capbreu, document on hom anotava el reconeixement fet pels pagesos als senyors dels drets dominicals. En el document s'assenyalen els límits següents: a llevant els Torrents, Vilanova d'Isanta i Olius; a migdia Solsona i Pallarès, a ponent, Albets i La Llena i a tramuntana, Timoneda i Isanta.

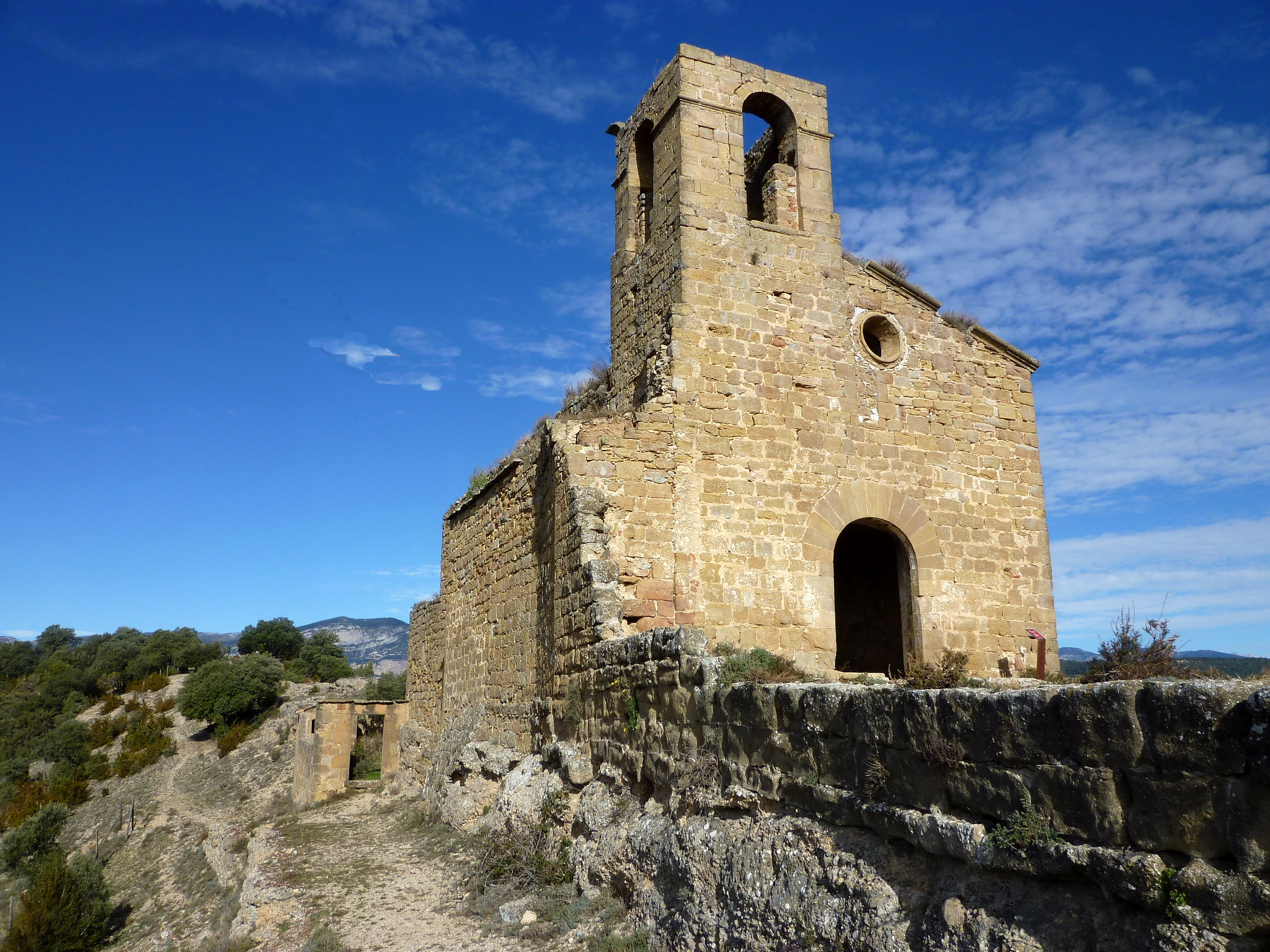
Església de Sant Martí del castell

## La Guerra Civil
Durant la Guerra Civil, el camp proper al castell —el Pla de Riart— va ser utilitzat com a aeròdrom. Això va signar la sentència de mort del castell, ja que l'any 1939, es va incendiar. Després de la Guerra, ningú va veure interès en reconstruir-lo, així que es va deixar com estava.
Amb el pas dels anys, el castell es va anar deteriorant. Als voltants de l'època de l'incendi, també va haver-hi un altre acte de destrucció: una colla de vandals va reventar la porta de l'església. Van entrar-hi, i la van deixar literalment en ruines.

## Arquitectura
Les ruïnes del castell pertanyen a èpoques diferents, amb edificis annexos i afegitons. És problemàtic de distingir el que en pugui restar de romànic sense una prèvia excavació. La part més moderna es troba al nord, enfront de l'església. A migjorn i a llevant de la zona edificada hi ha alguns murs formats amb carreus ben tallats i arrenglerats. A un possible edifici central molt malmès, del qual només resten les parets de migjorn i de ponent, és adossada a ponent una construcció de planta rectangular d'una alçària d'uns 7 m i amb una porta oberta a l'oest i una altra al sud. Al sud del suposat edifici central un altre mur amb una porta. També s'observa un espai trapezoïdal que segurament era dividit en dos àmbits. Les parets més antigues conservades es datarien al xiii o potser xiv.

## Llegendes
| « | Es conta que durant la guerra, els soldats, (un escamot de liberals) plens d'ira, s'enfilaren fins al castell de Lladurs per donar mort al seu rector. Aquest, en veure arribar les tropes, caminà fins a l'extrem del penya-segat i obrint amb fermesa el seu paraigua de pastor (tradicional paraigua de grans dimensions) es precipità al buit per evitar que l'agafessin, i d'aquesta manera pogué salvar la vida. | » |

La narració transmet l'ambient de tensió que va viure la muntanya catalana durant els temps de les guerres carlines, perpetuant-ne el record fins avui dia.